# ソフィア・オクネフスカ＝モラチェフスカ

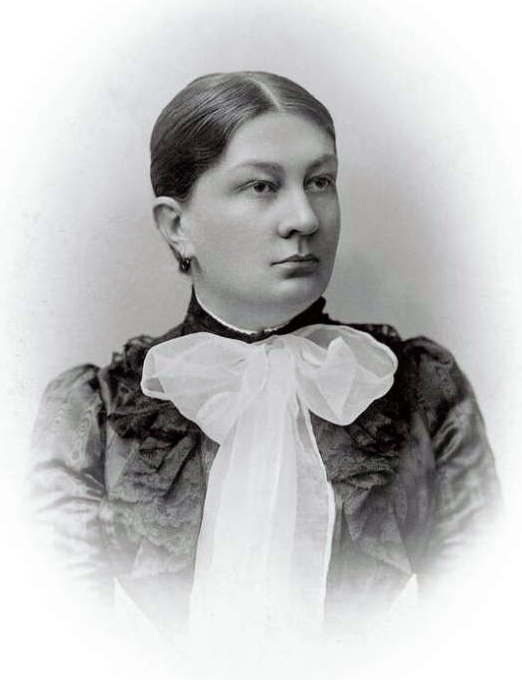
ソフィア・オクネフスカ＝モラチェフスカ

ソフィア・オクネフスカ＝モラチェフスカは、1865年5月12日に現在のウクライナ領域内であるオーストリア＝ハンガリー帝国ガリツィア・ロドメリア王領タルノポリ地区のドルジャンカ村で生まれた。後に医師となり、「ウクライナ」出身者の女医は彼女が初めての例となった。ソフィア・オクネフスカ＝モラチェフスカは産科を専門としていた。

## 生涯
ソフィア・オクネフスカ＝モラチェフスカは、アタナス・ダニロヴィチ・オクネフスキーとカロリーナ・ルチャキフスカの娘として、当時オーストリア＝ハンガリー帝国の一部であったガリツィア地方で生まれた。彼女の母親は1870年に亡くなり、その後は叔母のテオフィリア・オクネフスカヤ・オザルケビッチによって育てられた。
彼女は当時の女性には異例のことだったが、中等教育学校へ進学を許可され、1886年に非常に優秀な成績で高校を卒業した。彼女はガリツィア地方で高校卒業資格と大学教育を受けた初の女性となった。
その後、彼女はチューリッヒに移り、そこで医学を学んだ。同時に、彼女は「イェリナ」のペンネームで、女性の権利活動家ナタリア・コブリンスカとオレナ・プツィルカが編集したアンソロジー「ザ・ファースト・リース」に都市生活に関する物語を寄稿した。
1890年に彼女はポーランド人留学生ヴァーツラフ・モラチェフスキーと結婚し、1896年には息子のユーリが生まれた。同年、博士論文を提出し、医学博士号を取得した。
1898年に娘のエヴァが生まれた後、リヴィウの病院で働き始めるまで、一家はスイスと現在のチェコに住んでいた。彼女は婦人科を専門とし、産科のコースを教えていました。
第一次世界大戦中、オクニュースカは負傷したウクライナ人の治療を行った。彼女は、ガリツィアとオーストリア＝ハンガリー帝国において、がんとの闘いにおいて放射線療法を初めて使用した。第一次世界大戦後、彼女は離婚し、自分の小さな診療所を開業した。
彼女は 1926年に虫垂炎で亡くなった。

## 脚註